# 可美公園

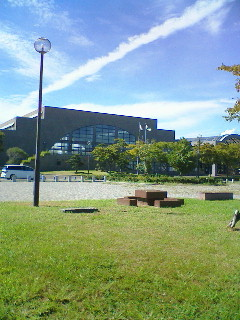
可美公園

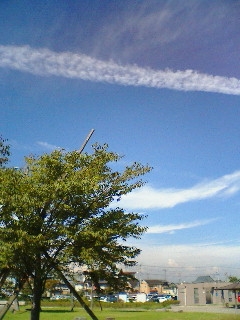
駐車場を望む

可美公園（かみこうえん）は、静岡県浜松市中央区増楽町にある公園である。
サッカーグラウンドは芝でできている。

## 概要
旧浜名郡可美村が浜松市と合併以前の1980年に野球場を設置したことに始まる。その後、球技場や弓道場などを始め、体育館や会議室なども備える総合公園となった。
当初は総合センター東側は駐車場が存在する以外は水田や民家が残っていたが、1990年代終盤以降東側へ公園部分が拡張されていった。2000年代中盤に入り、佐鳴台からの道路延伸( 鴨江倉松線)も進み、公園として完成する形となった。
指定管理者制度に則り、ビルホゼングループが管理運営を行っている。
公園の敷地南側を高塚川が通っている。

## 施設
- 浜松市可美公園総合センター（体育館・会議室・研修室・和室等）
- 弓道場
- 水泳場（屋内温水プール・屋外流れるプール・ウォータースライダー）
- 野球場
- 球技場
- テニスコート
- 芝生広場

## 利用状況
多くの施設を有する可美公園は多くの市民に利用され、周辺住民の憩いの場となっている。
特に弓道場は浜松市のみならず静岡県でも有数の設備となっており、2003年に開催されたNEW!!わかふじ国体では会場としても使用された。
水泳場は夏場になると多くの家族連れで賑わう。

## アクセス
- 遠鉄バス12浜名線「可美公園」停留所から徒歩約4分。（東海道新幹線・JR東海道線浜松駅から12馬郡車庫行バスで約15分。）
- JR東海道線 高塚駅より徒歩20分。
- 国道257号沿い。